# Hofwiesenteiche
Die Hofwiesenteiche sind ein Naturschutzgebiet in der niedersächsischen Stadt Bückeburg im Landkreis Schaumburg.

## Beschreibung
Das Naturschutzgebiet mit dem Kennzeichen NSG HA 201 ist 36 Hektar groß. Es liegt im Südwesten von Bückeburg innerhalb des Naturparks Weserbergland Schaumburg-Hameln. Es stellt ein Gebiet mit sechs von Röhrichten umgebene Fischteiche unter Schutz, an das sich Bruchwaldbestände, Brachen und Grünlandflächen anschließen.
Das Naturschutzgebiet ist Standort gefährdeter Pflanzenarten und Pflanzengesellschaften. Für Wasservögel hat es als Rast-, Brut- und Nahrungsbiotop auch eine überregionale Bedeutung.
Das Gebiet steht seit dem 17. September 2001 unter Naturschutz. Zuständige untere Naturschutzbehörde ist der Landkreis Schaumburg.

## Geschichte
Die Hofwiese mit Fischteichanlagen befindet sich südlich von Schloss Bückeburg. Die Fläche gehört seit Jahrhunderten der Grafen- und Fürstenfamilie Schaumburg-Lippe. Als feuchte Wiesenflächen waren sie viele Jahrzehnte schwierig zu bewirtschaften. Unter Oberforstmeister Kaas wurden um 1820 zwei Teiche angelegt, die eine Gesamtfläche von fast 8 Hektar umfassen. Ende des 19. Jahrhunderts wurde die Anlage um vier Winterteiche mit einer Fläche von mehr als fünf Hektar erweitert. 1898 kamen vier Laichteiche mit einer Fläche von je 570 m² und ein Brutstreckteich von ca. einem Hektar Größe hinzu. Im Schlossbereich wurde die Graft durch eine Mauer geteilt, um beim Abfischen das Wasser umleiten zu können; die Fische hatte man in zwei Fischbehälter in der Nähe des Mühlenkolks untergebracht. Die Eigenbewirtschaftung der Teiche gab die Verwaltung nach dem Tod des letzten Fischmeisters Mitte der 1980er Jahre auf, der Fischzuchtbetrieb Möller aus Harkenbleck pachtete die Teiche bis in die 1990er Jahre. Bis auf die beiden großen Teiche sind alle anderen entweder wieder bewaldet oder im Zustand der starken Verlandung (Sukzession).